# Прапор Ємену
Прапор Ємену — один з офіційних символів Ємену. Затверджений 22 травня 1990 року після об'єднання Північного та Південного Ємену. У прапорі використовуються кольори, характерні для прапорів арабських країн: червоний, чорний та білий.

## Галерея

Прапор Єменського Мутаваккілітського Королівства (1918-1923)
Прапор Єменського Мутаваккілітського Королівства (1923-1927)
Прапор Єменського Мутаваккілітського Королівства (1927-1962 рр.)
Прапор Єменської Арабської Республіки (1962)
Прапор Єменської Арабської Республіки (1962—1990 рр.)
Прапор Народної Демократичної Республіки Ємен (1962—1990 рр.)
Прапор Республіки Ємен з 1990 року.